# De Italiaanse Droom (Vlaanderen)
De Italiaanse Droom is een serie op de Vlaamse zender VTM die gepresenteerd wordt door Francesca Vanthielen.
Zes koppels strijden voor een eigen bed and breakfast in het Italiaanse Montelparo. Er worden plannen gemaakt voor de verbouwing en in de aankomende uitzendingen zullen er koppels afvallen.
Ook houdt de geheime dorpsraad (consiglio) de deelnemers goed in de gaten. De eerste afleveringen wisten de deelnemers niet van het bestaan van het consiglio. Een week voor de eerste afvalronde werd het bestaan bekendgemaakt. Echter is het de deelnemers niét duidelijk wie precies in het consiglio zetelen. Uiteindelijk bepaalt het consiglio wie de bed and breakfast wint.
De tweede reeks van het programma ging door onder de naam De Andalusische Droom.

## Kandidaten
| Kandidaat      | Afgevallen    | Verloren van   |
| -------------- | ------------- | -------------- |
| An & Jos       | Winnaars      |                |
| Eline & Jan    | aflevering 11 | An & Jos       |
| Annie & Rudi   | aflevering 9  | An & Jos       |
| Ruben & Willem | aflevering 7  | Eline & Jan    |
| Ann & Eric     | Aflevering 5  | Ruben & Willem |
| Elke & Erwin   | Aflevering 3  | Jan & Eline    |